# The Fairly OddParents: Shadow Showdown
The Fairly OddParents: Shadow Showdown es un videojuego de plataformas lanzado en 2004 para Microsoft Windows, GameCube, PlayStation 2 y Game Boy Advance por THQ. ImaginEngine desarrolló la versión de PC mientras que Blitz Games desarrolló las versiones de GameCube y PlayStation 2. El juego está basado en la serie animada Los padrinos mágicos y es la secuela de The Fairly OddParents: Breakin' Da Rules.
Es el segundo y último videojuego de Los padrinos mágicos lanzado en consolas.

## Trama
El juego comienza con Timmy Turner emocionado por ver el especial de final de temporada de uno de sus shows favoritos —Crash Nebula— en la TV. Sin embargo, su TV deja de funcionar justo cuando empieza, y la próxima vez que podrá verlo será un día después. Él intenta que Cosmo y Wanda la arreglen por medio de un deseo, pero no pudieron, ya que sus varitas no funcionaban.
Esto se debe a que la joya real, la segunda fuente de magia más poderosa, ha sido robada, por lo que el poder de conceder deseos ha desaparecido a nivel global. Timmy se embarca en una misión para intentar averiguar quién ha robado la joya para entregarlo y que todo vuelva a la normalidad. El primer sospechoso es Quince, un bufón real al servicio de Oberon y Titania, gobernantes del mundo mágico, quien había sido despedido recientemente por «no ser gracioso».
Tras luchar contra Quince, Timmy hace que Jorgen lo interrogue, pero resulta que Quince no tenía la joya, y la única forma de recuperarla es utilizando la magia de la primera fuente más poderosa: el famoso muffin mágico (introducido por primera vez en la película de Los padrinos mágicos «¡Abracatástrofe!»).
Para preparar el muffin, Timmy debe cocinarlo con formas mágicas de ingredientes comunes, como una superharina, un huevo de fénix, azúcar de duendecillo, y leche de becerro de luna. De alguna forma, él ordena todo desde internet, pero Vicky le roba los ingredientes, y estos son esparcidos por varios lugares, en posesión de sus padres o de ella misma (aunque el huevo de fénix fue destruido). Con los ingredientes comprometidos, el trío deberá recuperarlos todos para cocinar el muffin antes de que sea demasiado tarde.

## Recepción
Juan Castro de IGN clasificó al juego como «mediocre» y «con mecánicas de juego y gráficos blandos que simplemente no están a la altura del gamer de hoy».